# Homalium sleumeranum
Homalium sleumeranum är en videväxtart som beskrevs av M. Lescot. Homalium sleumeranum ingår i släktet Homalium och familjen videväxter. Inga underarter finns listade i Catalogue of Life.